# 生田絵梨花
生田 絵梨花（いくた えりか、1997年〈平成9年〉1月22日 - ）は、日本の女優、歌手であり、女性アイドルグループ乃木坂46の元メンバー、ダンスボーカルユニットハマいくのメンバーである。ドイツ・デュッセルドルフ出身。太田プロダクション所属。

## 来歴
1997年（平成9年）1月22日にドイツのデュッセルドルフで生まれる。先に習っていた姉の影響で4歳の時からピアノを習い始める。5歳から東京で育つ。
6歳の時にミュージカル『アニー』を観た影響で、ミュージカル女優を目指す。2007年（平成19年）に、ミュージカル『ココ・スマイル5 〜明日へのロックンロール〜』で初舞台。小学生や中学生の時は、クラシックバレエ、書道、水泳、英語、ピアノ、数学と習い事の予定がみっちりと入って多忙であった。中学校へ進学後、学級委員を務めた。
中学3年生の時、父親からグランドピアノを買い与えられた。子どもの頃、将来の夢はお花屋さんだったが、その時から歌やダンスが好きで将来は音楽の道に進みたいと考えていたところ、ちょうどインターネットで乃木坂46の1期生オーディションを知り、アイドルを目指していたつもりはなかったが、子どもの頃からミュージカルを観に行くのが好きでステージという共通点があったことから、このグループは自分の目指しているところにあると考え、母親に知らせた上で応募した。
2011年（平成23年）8月21日、乃木坂46の1期生オーディションに合格、オーディションでは2次審査でaikoの「カブトムシ」、4次審査でI WiSHの「明日への扉」、最終（5次）審査でaikoの「スター」を歌唱。暫定選抜メンバーに選ばれ、立ち位置は後列だった。同年12月、第21回日本クラシック音楽コンクール（日本クラシック音楽協会）のピアノ部門で入選。
2012年（平成24年）2月22日、1stシングル『ぐるぐるカーテン』でCDデビューを果たす。同年9月、『16人のプリンシパル』（PARCO劇場）公演で観客による投票の結果、全9公演のうち6公演で主演・アリス役に選ばれた。また映画『ハンガー・ゲーム』の日本語吹替版の声優の座をめぐってメンバー33人が参加した「サバイバルオーディション」に合格し、ルー役に選ばれた。
2013年（平成25年）12月17日、TOKYO DOME CITY HALLで開催されたAKB48のライブイベント『第3回AKB48紅白対抗歌合戦』で、渡辺麻友が「君の名は希望」を披露した際にサプライズ出演し、ピアノ伴奏とコーラスを務めた。メンバーで個人として「AKB48紅白対抗歌合戦」に出演したのは生田が初めて。
2014年（平成26年）4月20日、パシフィコ横浜で開催された8thシングル『気づいたら片想い』の個別握手会で大学進学のための準備期間として『16人のプリンシパル trois』（赤坂ACTシアター）終了後から9thシングルまで参加せず、一時休業することを発表した。同年6月15日、『16人のプリンシパル trois』で主要十役を制覇し、3年連続全公演2幕出演を達成した。その後、芸能活動を一時休業したが、10thシングルから芸能活動を再開し、同年10月に開催されたミュージカル『虹のプレリュード』では主演を務めた。同年10月8日発売の10thシングル『何度目の青空か?』で初めてシングル表題曲のセンターを務めた。
2015年（平成27年）1月14日、『残念な夫。』（フジテレビ）でテレビドラマに初のレギュラー出演を果たし、ピアニストを夢みる女子高校生の細井美香役を演じた。同年1月23日、『ミュージックステーション』（テレビ朝日）に乃木坂46として出演し「君の名は希望」でピアノ伴奏を披露した。同年3月20日、高等学校を卒業後、音楽大学へ進学し、仕事を終えては約1時間ほど仮眠し、栄養ドリンクを飲んで登校する日々を送った。同年11月に東京、12月に大阪で上演された『なかよし60周年記念公演 ミュージカル「リボンの騎士」』では、主人公・サファイア役を務めた。
2016年（平成28年）1月21日に1st写真集『転調』（集英社）が発売。週間推定売上3万8335部を記録し、2016年2月1日付オリコン週間ランキングでグループで初めてBOOK総合・写真集の2部門で1位を獲得した。その後、6万9238部へと売上を伸ばし、オリコン2016年上半期“本”ランキングの写真集部門で1位を獲得した。同年12月1日には『ベスト・クラシック100』シリーズのイメージキャラクターに就任することが発表された。
2017年（平成29年）1月から3月にかけて、ミュージカル『ロミオ&ジュリエット』でジュリエット役、同年5月から10月にかけてミュージカル『レ・ミゼラブル』でコゼット役を務める。同年6月12日、ミュージカル女優として評価され、第8回岩谷時子賞奨励賞を受賞した。同年12月25日、MTV Unpluggedで初のソロライブ『MTV Unplugged：Erika Ikuta from Nogizaka46』が開催された。この様子はMTVで生中継され、ライブの生中継はMTV Unplugged史上初という快挙となった。
2018年（平成30年）5月から6月にかけてミュージカル『モーツァルト!』でモーツァルトの妻・コンスタンツェを演じる。
2019年（平成31年 / 令和元年）1月には、ミュージカル『ナターシャ・ピエール・アンド・ザ・グレート・コメット・オブ・1812』にナターシャ役で出演。同年2月から3月にかけてはミュージカル『ロミオ&ジュリエット』にジュリエット役で出演。同年4月から9月にかけては『レ・ミゼラブル』にコゼット役で出演。同年1月22日発売の2nd写真集『インターミッション』（講談社）が初版20万部となり、1909年創業の講談社における女性ソロ写真集として史上最多の初版部数、メンバーソロ写真集の中でも過去最多初版部数となる。さらに予約殺到で発売前に重版が決定し、累計発行部数が22万部で発売開始となった。同年1月30日発売の『an・an』で女性誌の表紙にソロで初登場。2019年2月4日付オリコン週間BOOKランキングでは初週売上17万9000部で初登場1位、女性ソロ写真集の初週売上歴代1位となった。同ランキング写真集部門で1月から2か月連続で1位を獲得。オリコン2019年上半期“本”ランキングの写真集部門で歴代1位と『転調』に続き通算2度目の上半期写真集部門1位となる売上27万5000部を記録した。上半期に続き、オリコン年間“本”ランキング 2019の写真集部門でも年間売上1位となる29万1000部を記録し、女性ソロ作品では歴代1位の年間売上である。同年4月には『モーツァルト!』のコンスタンツェ役、『ナターシャ・ピエール・アンド・ザ・グレート・コメット・オブ・1812』のナターシャ役の演技が評価され、第44回菊田一夫演劇賞を受賞。また同年11月6日には、写真集『インターミッション』により第1回野間出版文化賞特別賞を受賞した。
2020年（令和2年）3月には、ミュージカル『ホイッスル・ダウン・ザ・ウィンド〜汚れなき瞳〜』にヒロインのスワロー役で出演。しかし、同公演は新型コロナウイルス感染症の流行の影響で大幅な日程変更を強いられることとなった。同年7月にヒロイン・宮園かをり役での出演が予定されていたミュージカル『四月は君の嘘』も同じく新型コロナウイルス感染症の影響で全公演が中止となった。7月5日、期間限定でInstagramを開設した。同年の『日経エンタテインメント!』のタレントパワーランキング2020「女子アイドルランキング」で前年5位からランクアップして2位となる。
2021年（令和3年）3月、WOWOW presents「勝手に演劇大賞2020」女優賞を受賞。同年5月から10月にかけて上演された『レ・ミゼラブル』ではエポニーヌ役を演じた。同年10月25日、12月31日をもって乃木坂46を卒業することを発表した。12月15日発売の乃木坂46初のベストアルバム『Time flies』のリード曲で生田がセンターを務める「最後のTight Hug」が、11月5日に先行シングルとして配信リリースされた。同年12月14日には卒業記念メモリアルブック『カノン』（講談社）が発売され、12月14日・15日に横浜アリーナで卒業コンサートが開催された。同年12月31日、『第72回NHK紅白歌合戦』に乃木坂46として出場し「きっかけ」をピアノ伴奏担当・歌唱し、グループから卒業した。
2022年（令和4年）1月1日、乃木坂46合同会社から太田プロダクションへ移籍。同年1月8日、スタッフ公式Twitterを開設した。同年2月1日、乃木坂46公式サイト内の公式ブログが閉鎖されるとともに、公式サイト『ERIKA IKUTA OFFICIAL SITE』がグランドオープンした。同年4月9日放送開始の音楽番組『Venue101』のMCに抜擢され、乃木坂46卒業後初のレギュラー番組出演となる。同年5月7日、2020年に上演予定だったミュージカル『四月は君の嘘』のメインキャストが再集結した公演が初日を迎えた。同年7月30日、『Venue101』内にて、同じくMCの濱家隆一とダンスボーカルユニットの結成を発表。同年8月3日・6日に初となるOFFICIAL SITE 会員限定ライブ『Erika Ikuta 2022 summer fun』を開催。同年9月16日、前述のダンスボーカルユニットの名称が「ハマいく」であることが発表された。同年11月20日、「ハマいく」が『ビートDEトーヒ』で配信デビューした。
2023年（令和5年）9月10日から10月5日に『Erika Ikuta Autumn Live Tour 2023 TOUR』を開催。同年12月31日、『第74回NHK紅白歌合戦』に「ハマいく」として特別企画で出場。
2024年（令和6年）1月22日、同年4月10日にミニアルバム『capriccioso（カプリチョーソ）』でソロデビューすることを発表。また、YouTube公式チャンネルを開設した。『capriccioso』収録曲で自身の作詞・作曲作品でもある「No one compares」がBSテレビ東京の『日経ニュースプラス9』エンディングテーマとして同年4月1日より使用される。同年2月26日には年始にロンドンへ3週間短期留学したことを明かした。同年7月3日から9月20日まで、ホールツアー「Erika Ikuta Tour 2024『capriccioso』」を開催。同年8月18日スタートの『素晴らしき哉、先生!』（テレビ朝日系）で地上波連続ドラマ初主演。同年12月に開幕の『レ・ミゼラブル』ではファンテーヌ役を演じる。

## 人物
愛称は、いくちゃん、いくたどん、えりか。キャッチ・フレーズは「どんどんいくどん生田どんっ U〜DON!」。自宅はピアノを演奏するための防音室を完備し、リビングは床暖房。自室は姉と2人1部屋だったため、2016年頃までベッドを置く場所がなく、布団で寝ていた。22時以降はハイテンションになる。「スフィンくん」という生田のデザインしたオリジナルキャラクターがある。将来の夢は舞台役者。
音楽プロデューサー・佐久間正英は生田の父の従兄弟に当たり、生田の祖父がビクターの洋楽部門に勤務していた頃によくレコードを持って行っては聴かせてあげていた親戚のおじさんだった。佐久間は生田の父から生田が乃木坂46のメンバーであることは聞いており、5thシングル表題曲「君の名は希望」を「いい曲だ」と語っている。生田はブログで佐久間へ「一緒に歌ったり演奏する機会を持てたらうれしい」と共演を希望し、佐久間が「一緒に音楽できるといいな!」とTwitterで共演に応じた。その後、7thシングル『バレッタ』の特典映像として収録された個人PVで共演を果たした。その後、佐久間は2014年1月に61歳で亡くなったため、遺作となった「LastDays」には、特技のピアノとバッキングボーカルで参加した。
フジテレビの音楽番組『MUSIC FAIR』に乃木坂46が初めて出演した際（2013年3月16日放送分）には「君の名は希望」のピアノ伴奏を披露した。また2016年3月26日からは、同曲を生田がピアノ演奏したものが東京メトロ千代田線・乃木坂駅で発車メロディとして使用されている。音楽プロデューサーの小室哲哉やピアニストの高橋多佳子らは、生田のピアノ演奏を絶賛している。
2016年12月14日放送分の『2016 FNS歌謡祭』第2夜（フジテレビ）では、共演した生田衣梨奈（モーニング娘。）とのペアがファンから「W生田」と呼ばれて話題となり、大原櫻子・井上苑子との3人でコラボレーションを披露した。2017年8月2日放送の『2017 FNSうたの夏まつり』や同年12月6日・13日放送の『2017 FNS歌謡祭』では、乃木坂46を離れてソロ歌手として他のミュージカル歌手との共演でミュージカルメドレーを披露している。
自身が大好きな番組という『LIFE!〜人生に捧げるコント〜』には2019年5月6日放送分で初出演を果たし、「慣れないツッコミも声を張って頑張ってみたけど難しかった…でもとても楽しかったです」とコメントしている。
音楽番組『Venue101』のMCに抜擢され、2022年3月14日のオンライン取材会で目標にするMCはバナナマンであり、すごく尊敬していると答えた。
友人である上白石萌音に橋渡しをしてもらう形で池田エライザと仲良くなった。ミュージカル『レ・ミゼラブル』で共演した昆夏美、木南清香とはプライベートでハワイに行くほどの間柄。『オールドルーキー』で共演したことがきっかけで岡崎紗絵、芳根京子と仲良くなり、芳根からは「いくちゃま」と呼ばれている。

### 嗜好
好きな食べ物はうどん、キノコ、チョコレート、豆乳、納豆、りんご、唐揚げ。唐揚げについては松村沙友理と公式ユニット「からあげ姉妹」を結成し、ベストカラアゲニスト（日本唐揚協会）女性アイドル部門で2017年から2019年まで3年連続で選ばれた。
好きな映画は『レ・ミゼラブル』。好きな漢字は光。苦手な物は鳩、料理。ただし、生田によれば、だし巻き卵は作れる。2011年放送の『乃木坂って、どこ?』の料理企画ではIH調理器の上にじかに溶き卵をかけ、出汁として昆布と煮干しを加えるというありさまだったが（生田IH事件）、2017年放送の『乃木坂工事中』のお弁当企画では長足の進歩を示し、高山一実によって「T-1（卵焼き）グランプリ」の優勝者に選ばれた。作ってみたい料理は肉じゃが、カレーライス、ミートソースパスタ。好きな人物は川口春奈、ハメス・ロドリゲス。AKB48グループで推したいメンバーは島崎遥香。
歌ったりピアノを弾いたり、音楽全般が好きである。カラオケでよく歌う曲はGLAYの「誘惑」、「HOWEVER」、「BE WITH YOU」、「春を愛する人」、「月に祈る」、Janne Da Arcの「ヴァンパイア」、「シルビア」、「桜」、「Hysteric Moon」、THE HIGH-LOWSの「千年メダル」、「夏なんだな」、「フルコート」、「バームクーヘン」、いきものがかりの「茜色の約束」、「ありがとう」、「キミがいる」、松田聖子の「夏の扉」、「天使のウィンク」、「瑠璃色の地球」、aikoの「カブトムシ」「スター」「桜の時」、石川さゆりの「津軽海峡・冬景色」。

### 趣味・特技・資格
趣味は音楽鑑賞、模写。よく聴く曲はエルトン・ジョンの「Your Song」。模写は人物の模写を得意とする。絵は小学生時代に交通安全のポスターコンクールで受賞した経験がある。生田によれば、絵は色のバランスが重要とのこと。中学生の時には書画展で金賞を受賞した。
中学生の時に実用英語技能検定2級、日本漢字能力検定準2級、実用数学技能検定3級、書道準7段に合格して資格を取得。語彙・読解力検定3級の資格も保有している。

### 乃木坂46
乃木坂46のダンス七福神、検定八福神。中学校3年生の時、生田絵梨花・斎藤ちはる・中元日芽香の3名で「中3組」「いたいこりずみかる中3ほねほね同盟」を結成している。
乃木坂46で好きなミュージック・ビデオは「裸足でSummer」、「そんなバカな・・・」、「失いたくないから」。
高校1年生の時、乃木坂46内に肘専門モデルの派遣を手がける仮想上の肘専門モデル事務所「生プロダクション」を設立し、なまた社長を名乗り出した。生プロダクションの所属モデルは白石麻衣・星野みなみ、マネージャー役は高山一実、照明係は松村沙友理。生プロダクジョンにおける白石の月給は13円だが給料が支払われたことはなく、開店休業状態。
乃木坂46を象徴するメンバーと称され「ドイツ生まれのお嬢様」「才色兼備の優等生」「天才」と呼ばれていたが、のちに「変人」と呼ばれるようになった。大食いキャラで、松井玲奈によれば、ケータリングが全部無くなっていたことに激怒していたというエピソードがある。理想のセンター像は周りに気を配れる人。
秋元真夏は生田の卒業後に「メンバーから友達になりました」と語っている。秋元とのコンビでファンからは「いくまな」と呼ばれている。

## 作品

### 乃木坂46在籍時

#### シングル
乃木坂46
- ぐるぐるカーテン（2012年2月22日、SRCL-7900/6） - EAN 4988009051550。
- 乃木坂の詩（2012年2月22日、SRCL-7900/1） - EAN 4988009051550。
- 会いたかったかもしれない（2012年2月22日、SRCL-7902/3） - EAN 4988009051567。
- 失いたくないから（2012年2月22日、SRCL-7904/5） - EAN 4988009051581。
- 白い雲にのって（2012年2月22日、SRCL-7906） - EAN 4988009051598。
- おいでシャンプー（2012年5月2日、SRCL-7966/72） - EAN 4988009052243。
- 心の薬（2012年5月2日、SRCL-7966/72） - EAN 4988009052243。
- ハウス!（2012年5月2日、SRCL-7972） - EAN 4988009052298。
- 走れ!Bicycle（2012年8月22日、SRCL-8058/64） - EAN 4988009052908。
- 人はなぜ走るのか?（2012年8月22日、SRCL-8060/1） - EAN 4988009052892。
- 音が出ないギター（2012年8月22日、SRCL-8062/3） - EAN 4988009052908。
- 制服のマネキン（2012年12月19日、SRCL-8201/8） - EAN 4988009056432。
- 指望遠鏡（2012年12月19日、SRCL-8201/8） - EAN 4988009056432。
- ここじゃないどこか（2012年12月19日、SRCL-8203/4） - EAN 4988009056449。
- 指望遠鏡〜アニメ版〜（2012年12月19日、SRCL-8208） - EAN 4988009056487。
- 君の名は希望（2013年3月13日、SRCL-8253/9） - EAN 4988009080840。
- シャキイズム（2013年3月13日、SRCL-8253/9） - EAN 4988009080833。
- ロマンティックいか焼き（2013年3月13日、SRCL-8253/4） - EAN 4988009080833。
- ガールズルール（2013年7月3日、SRCL-8315/21） - EAN 4988009084725。
- 世界で一番 孤独なLover（2013年7月3日、SRCL-8315/21） - EAN 4988009084725。
- 人間という楽器（2013年7月3日、SRCL-8321） - EAN 4988009084756。
- バレッタ（2013年11月27日、SRCL-8423/30） - EAN 4988009087887。
- 月の大きさ（2013年11月27日、SRCL-8423/30） - EAN 4988009087887。
- そんなバカな・・・（2013年11月27日、SRCL-8425/6） - EAN 4988009087894。
- やさしさとは（2013年11月27日、SRCL-8429） - EAN 4988009087917。
- 月の大きさ〜アニメ版〜（2013年11月27日、SRCL-8430） - EAN 4988009087924。
- 気づいたら片想い（2014年4月2日、SRCL-8520/6） - EAN 4988009092294。
- ロマンスのスタート（2014年4月2日、SRCL-8520/6） - EAN 4988009092294。
- 吐息のメソッド（2014年4月2日、SRCL-8520/1） - EAN 4988009092270。
- ダンケシェーン（2014年4月2日、SRCL-8526） - EAN 4988009092317。
- 何度目の青空か?（2014年10月8日、SRCL-8621/7） - EAN 4988009097251。
- 転がった鐘を鳴らせ!（2014年10月8日、SRCL-8621/2） - EAN 4988009097251。
- 私、起きる。（2014年10月8日、SRCL-8623/4） - EAN 4988009097268。
- Tender days（2014年10月8日、SRCL-8627） - EAN 4988009097299。
- 命は美しい（2015年3月18日、SRCL-8780/6） - EAN 4988009104461。
- あらかじめ語られるロマンス（2015年3月18日、SRCL-8780/6） - EAN 4988009104461。
- 太陽ノック（2015年7月22日、SRCL-8840/6） - EAN 4988009110783。
- 無表情（2015年7月22日、SRCL-8842/3） - EAN 4988009110783。
- 羽根の記憶（2015年7月22日、SRC7-6/7） - EAN 4988009110837。
- 今、話したい誰かがいる（2015年10月28日、SRCL-8910/6） - EAN 4988009116747。
- ポピパッパパー（2015年10月28日、SRCL-8910/1） - EAN 4988009116747。
- 悲しみの忘れ方（2015年10月28日、SRCL-8914/5） - EAN 4988009116761。
- ハルジオンが咲く頃（2016年3月23日、SRCL-9025/33） - EAN 4988009124896。
- 遥かなるブータン（2016年3月23日、SRCL-9025/33） - EAN 4988009124896。
- 裸足でSummer（2016年7月27日、SRCL-9138/44） - EAN 4988009130446。
- 僕だけの光（2016年7月27日、SRCL-9138/44） - EAN 4988009130446。
- 命の真実 ミュージカル「林檎売りとカメムシ」（2016年7月27日、SRCL-9140/1） - EAN 4988009130446。
- サヨナラの意味（2016年11月9日、SRCL-9258/66） - EAN 4547366278880。
- 孤独な青空（2016年11月9日、SRCL-9258/66） - EAN 4547366278880。
- インフルエンサー （2017年3月22日、SRCL-9370/1） - EAN 4547366297553。
- 逃げ水（2017年8月9日、SRCL-9489/97） - EAN 4547366319156。
- 女は一人じゃ眠れない（2017年8月9日、SRCL-9489/97） - EAN 4547366319156。
- ひと夏の長さより…（2017年8月9日、SRCL-9489/90） - EAN 4547366319156。
- 泣いたっていいじゃないか?（2017年8月9日、SRCL-9497） - EAN 4547366319187。
- いつかできるから今日できる（2017年10月11日、SRCL-9572/80） - EAN 4547366330311。
- 不眠症（2017年10月11日、SRCL-9572/80） - EAN 4547366330311。
- 新しい花粉 〜ミュージカル「見知らぬ世界」より〜（2017年10月11日、SRCL-9580） - EAN 4547366330342。
- シンクロニシティ（2018年4月25日、SRCL-9782/90） - EAN 4547366354140。
- Against（2018年4月25日、SRCL-9782/90） - EAN 4547366354140。
- 雲になればいい（2018年4月25日、SRCL-9782/3） - EAN 4547366354140。
- ジコチューで行こう!（2018年8月8日、SRCL-9913/21） - EAN 4547366369465。
- 空扉（2018年8月8日、SRCL-9913/21） - EAN 4547366369465。
- あんなに好きだったのに…（2018年8月8日、SRCL-9921） - EAN 4547366369496。
- 帰り道は遠回りしたくなる（2018年11月14日、SRCL-9974/82） - EAN 4547366382037。
- ショパンの嘘つき（2018年11月14日、SRCL-9980/1） - EAN 4547366382075。
- Sing Out!（2019年5月29日、SRCL-11186/94） - EAN 4547366406672。
- 曖昧（2019年5月29日、SRCL-11194） - EAN 4547366406702。
- 夜明けまで強がらなくてもいい（2019年9月4日、SRCL-11260/8） - EAN 4547366418569。
- 僕のこと、知ってる?（2019年9月4日、SRCL-11260/8） - EAN 4547366418569。
- 僕の思い込み（2019年9月4日、SRCL-11268） - EAN 4547366418590。
- しあわせの保護色（2020年3月25日、SRCL-11460/8） - EAN 4547366444193。
- サヨナラ Stay with me（2020年3月25日、SRCL-11460/8） - EAN 4547366444193。
- 世界中の隣人よ（2020年5月25日）[157]
- Route 246（2020年7月24日）
- 僕は僕を好きになる（2021年1月27日、SRCL-11680/8） - EAN 4547366487244。
- 明日がある理由（2021年1月27日、SRCL-11680/8） - EAN 4547366487244。
- Wilderness world（2021年1月27日、SRCL-11680/1） - EAN 4547366487244。
- ごめんねFingers crossed（2021年6月9日、SRCL-11836/44） - EAN 4547366507270。
- 全部 夢のまま（2021年6月9日、SRCL-11836/44） - EAN 4547366507270。
- 君に叱られた（2021年9月22日、SRCL-11880/8） - EAN 4547366522303。
- やさしいだけなら（2021年9月22日、SRCL-11880/8） - EAN 4547366522303。
- 他人のそら似（2021年9月22日、SRCL-11888） - EAN 4547366522334。
- 最後のTight Hug（2021年11月5日）[158]

からあげ姉妹（生田絵梨花・松村沙友理 from 乃木坂46）
- 1・2・3（2021年2月7日）[159]

まゆ坂46
- ツインテールはもうしない（2012年7月25日、SRCL-8030/1） - EAN 4988009052632。

乃木坂AKB
- 混ざり合うもの（2016年3月9日、KIZM-90421/2） - EAN 4988003484705。

#### アルバム
乃木坂46
- 透明な色（2015年1月7日、SRCL-8662/7） - EAN 4988009099934。
- それぞれの椅子（2016年5月25日、SRCL-9078/86） - EAN 4988009128597。
- 生まれてから初めて見た夢（2017年5月24日、SRCL-9437/44） - EAN 4547366307825。
- 今が思い出になるまで（2019年4月17日、SRCL-11140/7） - EAN 4547366401325。
- Time flies（2021年12月15日、SRCL-12020/30） - EAN 4547366534184。

その他
- SAKUMA DROPS
  - 「Last Days」（2014年3月5日、VICL-64136/7） - EAN 4988002668748。
- a singer
  - 「エメ」（2018年10月24日、SICL-30046） - EAN 4547366371260[160]。
- 筒美京平SONG BOOK
  - 「卒業」（2021年3月24日、SRCL-11419） - EAN 4547366491876。
- 映画かいけつゾロリ ラララ♪スターたんじょう オリジナルサウンドトラック+α
  - 「歌手への夢」「お散歩日和」「オーディションへいこう」「自信満々よ（ヒポポソロバージョン）」「ありがとうをあなたへ」（2022年12月7日、COCX-41936） - EAN 4549767169330。

#### 映像作品
- 生田絵梨花×平川雄一朗（2012年2月22日） - EAN 4988009051581。
- 生田絵梨花×ヒロシュー（2012年5月2日） - EAN 4988009052243。
- AKB48 リクエストアワー セットリストベスト100 2012（2012年6月13日） - EAN 4580303210611。
- さばドル（2012年7月25日） - EAN 4534530055859。
- 生田絵梨花×高橋栄樹（2012年8月22日） - EAN 4988009052908。
- 生田絵梨花（2012年12月19日） - EAN 4988009056456。
- 指原莉乃プロデュース『第一回ゆび祭り〜アイドル臨時総会〜』（2012年12月26日） - EAN 4988064916603。
- 生田絵梨花×青山裕企（2013年3月13日） - EAN 4988009080840。
- 16人のプリンシパル@PARCO劇場ダイジェスト（2013年7月3日） - EAN 4988009084725。
- 初夏の全力! 乃木坂46大運動会（2013年7月3日） - EAN 4988009084732。
- Making of 6th Single（2013年7月3日） - EAN 4988009084749。
- ビブリア古書堂の事件手帖（2013年7月3日） - EAN 4988632145527。
- 生田絵梨花×佐久間正英（2013年11月27日） - EAN 4988009087887。
- 乃木坂46 1ST YEAR BIRTHDAY LIVE 2013.2.22 MAKUHARI MESSE（2014年2月5日） - EAN 4988009090900。
- NOGIBINGO!（2014年3月7日） - EAN 4988021109758。
- 海の上の診療所（2014年3月19日） - EAN 4988632146821。
- Creator's Etude 濱口優編（2014年4月2日） - EAN 4988009092294。
- 第3回 AKB48紅白対抗歌合戦（2014年4月9日） - EAN 4580303211885。
- NOGIBINGO!2（2014年9月12日） - EAN 4988021299015。
- 生田絵梨花（2014年10月8日） - EAN 4988009097251。
- 生田絵梨花&松村沙友理（2015年3月18日） - EAN 4988009104591。
- 生田絵梨花の『推しどこ?』（2015年3月25日） - EAN 4988009105093。
- NOGIBINGO!3（2015年4月24日） - EAN 4988021729635。
- 乃木坂46 2ND YEAR BIRTHDAY LIVE 2014.2.22 YOKOHAMA ARENA（2015年6月17日） - EAN 4988009110134。
- 生田絵梨花&白石麻衣（2015年7月22日） - EAN 4988009110783。
- 虹のプレリュード（2015年7月29日） - EAN 4571376656536。
- NOGIBINGO!4（2015年10月16日） - EAN 4988021729734。
- 生田絵梨花（2015年10月28日） - EAN 4988009116747。
- 悲しみの忘れ方 Documentary of 乃木坂46（2015年11月18日） - EAN 4988104099327。
- 花燃ゆ 完全版 第弐集（2015年12月16日） - EAN 4988013413283。
- 初森ベマーズ（2016年1月20日） - EAN 4988104099433。
- NOGIBINGO!5（2016年2月19日） - EAN 4988021729871。
- 生田絵梨花（2016年3月23日） - EAN 4988009124919。
- なかよし60周年記念公演 ミュージカル「リボンの騎士」（2016年4月28日） - EAN 4571376657694。
- 乃木坂46 3rd YEAR BIRTHDAY LIVE 2015.2.22 SEIBU DOME（2016年7月6日） - EAN 4988009129518。
- NOGIBINGO!6（2016年9月30日） - EAN 4988021714662。
- こじまつり〜小嶋陽菜感謝祭〜（2017年4月19日） - EAN 4580303217252。
- 乃木坂46 4th YEAR BIRTHDAY LIVE 2016.8.28-30 JINGU STADIUM（2017年6月28日） - EAN 4547366310580。
- NOGIBINGO!7（2017年8月4日） - EAN 4988021146081。
- NOGIBINGO!8（2018年3月16日） - EAN 4988021146821。
- 乃木坂46 5th YEAR BIRTHDAY LIVE 2017.2.20-22 SAITAMA SUPER ARENA（2018年3月28日） - EAN 4547366344523。
- 映画『あさひなぐ』（2018年5月16日） - EAN 4988104116864。
- 乃木坂46 真夏の全国ツアー2017 FINAL! IN TOKYO DOME（2018年7月11日） - EAN 4547366363999。
- NOGIBINGO!9（2018年10月19日） - EAN 4988021147392。
- 乃木坂46 6th YEAR BIRTHDAY LIVE 2018.07.06-08 JINGU STADIUM&CHICHIBUNOMIYA RUGBY STADIUM（2019年7月3日） - EAN 4547366411270。
- NOGIBINGO!10（2019年10月25日） - EAN 4988021148757。
- 集団左遷!!（2019年10月25日） - EAN 4943566311509。
- いつのまにか、ここにいる Documentary of 乃木坂46（2019年12月25日） - EAN 4988104123695。
- 乃木坂46 7th YEAR BIRTHDAY LIVE 2019.2.21-24 KYOCERA DOME OSAKA（2020年2月5日） - EAN 4547366438956。
- 生田工事中（2020年10月28日） - EAN 4547366474763。
- 乃木坂46 8th YEAR BIRTHDAY LIVE 2020.2.21-24 NAGOYA DOME（2020年12月23日） - EAN 4547366482812。
- NOGIZAKA46 Mai Shiraishi Graduation Concert 〜Always beside you〜（2021年3月10日） - EAN 4547366491104。
- 賭ケグルイ双（2021年10月29日） - EAN 4589921414005, EAN 4589921414012。
- 映画 賭ケグルイ 絶体絶命ロシアンルーレット（2021年10月29日） - EAN 4589921414043, EAN 4589921414050。
- イチケイのカラス（2021年11月26日） - EAN 4562474229548, EAN 4562474229555。
- コンフィデンスマンJP 英雄編（2022年5月18日） - EAN 4988632505307, EAN 4988632505314。
- 乃木坂46 9th YEAR BIRTHDAY LIVE 5DAYS（2022年6月8日） - EAN 4547366541441, EAN 4547366541465。
- 乃木坂46 真夏の全国ツアー2021 FINAL! IN TOKYO DOME（2022年11月16日） - EAN 4547366576009, EAN 4547366576016。
- 金田一少年の事件簿（2023年1月18日） - EAN 4988021720120, EAN 4988021141703。
- オールドルーキー（2023年2月3日） - EAN 4571519914561, EAN 4571519914578。
- 乃木坂46 10th YEAR BIRTHDAY LIVE（2023年2月22日） - EAN 4547366594324, EAN 4547366594447。
- さ〜ゆ〜Ready?さゆりんご軍団ライブ/松村沙友理 卒業コンサート（2023年4月26日）[161]
- 生田絵梨花 卒業コンサート（2023年4月26日）[161]

### 乃木坂46卒業後

#### デジタルシングル
|     | 配信日         | タイトル       | レーベル     | 収録アルバム | 脚注  |
| --- | -------------- | -------------- | ------------ | ------------ | ----- |
| 1st | 2022年11月20日 | ビートDEトーヒ | Virgin Music | capriccioso  | [ 3 ] |

#### EP
|     | 発売日        | タイトル    | レーベル    | 販売形態   | 販売形態                 | 販売形態        | 規格品番     | 最高位（オリコン） | 脚注            |
| --- | ------------- | ----------- | ----------- | ---------- | ------------------------ | --------------- | ------------ | ------------------ | --------------- |
| 1st | 2024年4月10日 | capriccioso | gr8!records | CD+Blu-ray | アートワークフォトブック | 初回生産限定盤A | SRCL-12821/3 | 5位                | [ 163 ] [ 164 ] |
| 1st | 2024年4月10日 | capriccioso | gr8!records | CD+Blu-ray | ライブフォトブック       | 初回生産限定盤B | SRCL-12824/6 | 5位                | [ 163 ] [ 164 ] |
| 1st | 2024年4月10日 | capriccioso | gr8!records | CD         | CD                       | 通常盤          | SRCL-12827   | 5位                | [ 163 ] [ 164 ] |

#### 映像作品
- PICU 小児集中治療室（2023年6月2日） - EAN 4571519917326, EAN 4571519917333。
- 映画『Dr.コトー診療所』（2023年7月21日） - EAN 4988632505420, EAN 4988632505437。
- こっち向いてよ向井くん（2024年1月31日） - EAN 4988021720540, EAN 4988021142137。

## 出演

### 舞台
- ココ・スマイル5 〜明日へのロックンロール〜（2007年8月）主演・ココ 役[15]
- アルプスの少女ハイジ（2009年）クララ 役[165]
- 虹のプレリュード（2014年10月2日 - 5日、天王洲 銀河劇場）主演・ルイズ 役[33]
- なかよし60周年記念公演 ミュージカル「リボンの騎士」（2015年11月12日 - 17日、東京：赤坂ACTシアター / 12月3日 - 6日、大阪：シアターBRAVA!）主演・サファイア 役[166][167]
- ロミオ&ジュリエット ヒロイン・ジュリエット 役
  - 2017年（1月15日 - 2月14日、東京：赤坂ACTシアター / 2月22日 - 3月5日、大阪：梅田芸術劇場）[注 14][47][168]
  - 2019年（2月23日 - 3月10日、東京：東京国際フォーラム / 3月30日、大阪：梅田芸術劇場）[注 15][56]
- レ・ミゼラブル
  - 2017年（5月25日 - 7月17日、東京：帝国劇場 / 8月1日 - 26日、福岡：博多座 / 9月2日 - 15日、大阪：フェスティバルホール / 9月25日 - 10月16日、愛知：中日劇場）コゼット 役[注 16][48][57]
  - 2019年（4月19日 - 5月28日、東京：帝国劇場 / 6月7日 - 25日、愛知：御園座 / 7月3日 - 20日、大阪：梅田芸術劇場メインホール / 7月29日 - 8月26日、福岡：博多座 / 9月10日 - 17日、北海道：札幌文化芸術劇場 hitaru）コゼット 役[注 17][59]
  - 2021年（5月21日 - 7月26日、東京：帝国劇場 / 8月4日 - 21日[注 18]、福岡：博多座 / 9月28日 - 10月4日、長野：まつもと市民芸術館）エポニーヌ 役[注 19][79][171][注 20]
  - 2024年 - 2025年（12月16日 - 2025年2月7日、東京：帝国劇場 / 3月2日 - 28日、大阪：梅田芸術劇場メインホール / 4月6日 - 30日、福岡：博多座 / 5月9日 - 15日、長野：まつもと市民芸術館 / 5月25日 - 6月2日、北海道：札幌文化芸術劇場 hitaru / 6月12日 - 16日、群馬：高崎芸術劇場）ファンテーヌ 役[注 10][注 11][107]
- モーツァルト!（2018年5月26日 - 6月28日、東京：帝国劇場 / 7月5日 - 18日、大阪：梅田芸術劇場メインホール / 8月1日 - 19日、名古屋：御園座）ヒロイン・コンスタンツェ 役[注 21][52][175]
- ナターシャ・ピエール・アンド・ザ・グレート・コメット・オブ・1812（英語版）（2019年1月5日 - 27日、東京芸術劇場プレイハウス）ヒロイン・ナターシャ 役[54][176]
- キレイ〜神様と待ち合わせした女〜（2019年12月4日 - 29日、東京：Bunkamura シアターコクーン / 2020年1月13日 - 19日、福岡：博多座 / 1月25日 - 2月2日、大阪：フェスティバルホール）主演・ケガレ 役[177]
- ホイッスル・ダウン・ザ・ウィンド〜汚れなき瞳〜（2020年3月20日 - 27日、日生劇場[注 22]）ヒロイン・スワロー 役[70]
- Happily Ever After（2020年7月11日、シアタークリエ、無観客ネット配信プロジェクト「TOHO MUSICAL LAB.」）主演・少女 役[178][179]
- COCOON PRODUCTION 2021「シブヤデアイマショウ」（2021年4月22日・24日、Bunkamura シアターコクーン）[180]
- ミュージカル「四月は君の嘘」（2022年5月7日 - 29日、東京：日生劇場 / 6月4日 - 5日、群馬：高崎芸術劇場 大劇場 / 6月9日 - 12日、愛知：御園座 / 6月16日 - 18日、兵庫：兵庫県立芸術文化センター KOBELCO大ホール / 6月25日 - 26日、富山：オーバード・ホール / 7月1日 - 3日、福岡：博多座）宮園かをり 役[73][94][181][182][注 23]
- ミュージカル「MEAN GIRLS」（2023年1月30日 - 2月12日、東京：東京建物 Brillia HALL / 2月17日 - 19日、福岡：キャナルシティ劇場 / 2月23日 - 27日、大阪：森ノ宮ピロティホール）主演・ケイディ・ヘロン 役[183][184]
- ミュージカル「GYPSY」（ジプシー）（2023年4月9日 - 30日、東京：東京芸術劇場プレイハウス / 5月4日 - 7日、大阪：森ノ宮ピロティホール / 5月12日 - 14日、愛知：刈谷市総合文化センター アイリス 大ホール / 5月19日 - 21日、福岡：キャナルシティ劇場）ルイーズ 役[185]
- リア王（2025年10月9日 - 11月3日〈予定〉、東京：THEATER MILANO-Za / 11月中旬〈予定〉、大阪：SkyシアターMBS）コーディリア 役[186]

### テレビドラマ
- 外科医 須磨久善（2010年9月5日、テレビ朝日）[187]
- ビブリア古書堂の事件手帖 第5話（2013年2月11日、フジテレビ）田辺美鈴 役[188]
- 海の上の診療所 第1話（2013年10月14日、フジテレビ）女子大生 役[189]
- 残念な夫。（2015年1月14日 - 3月25日、フジテレビ）細井美香 役[35]
- 初森ベマーズ（2015年7月11日 - 9月26日、テレビ東京）ショパン 役[190]
- ほんとにあった怖い話 夏の特別編2016「もう1人のエレベーター」（2016年8月20日、フジテレビ）菊地明 役[191]
- 集団左遷!!（2019年4月21日 - 6月23日、TBS）三友銀行イメージガール 役[注 24][192]
- 乃木坂シネマズ〜STORY of 46〜 第8話「ツダモモエ」（2020年2月12日、フジテレビオンデマンド[193] / 3月11日、フジテレビ）主演[194]
- イチケイのカラス 第5話（2021年5月3日、フジテレビ）馬場恭子 役[195]
- ゴシップ #彼女が知りたい本当の○○ 第10話 - 最終話（2022年3月10日 - 17日、フジテレビ）向井未央 役[196]
- 松尾スズキと30分の女優2 第1話（2022年3月13日、WOWOWプライム）[197][198][199]
- 金田一少年の事件簿 第2話 - 第3話（2022年5月8日 - 15日、日本テレビ）右竜あかね 役[200][201]
- 世にも奇妙な物語 2022年 夏の特別編「メロディに乗せて」（2022年6月18日、フジテレビ）主演・村野叶海 役[202]
- オールドルーキー（2022年6月26日 - 9月4日、TBS）糸山留美 役[203]
- PICU 小児集中治療室（フジテレビ）涌井桃子 役
  - PICU 小児集中治療室（2022年10月10日 - 12月19日）[204]
  - PICU 小児集中治療室 スペシャル 2024（2024年4月13日）[205]
- こっち向いてよ向井くん（2023年7月12日 - 9月13日、日本テレビ）藤堂美和子 役[206][207]
- アンメット ある脳外科医の日記（2024年4月15日 - 6月24日、関西テレビ）西島麻衣 役[208][209]
- 素晴らしき哉、先生!（2024年8月18日 - 10月6日、朝日放送テレビ）主演・笹岡りお 役[106][注 25]
- 天城越え（2025年3月23日、NHK BS8K / 5月10日、NHK BS4K / 6月14日、NHK BS）主演・大塚ハナ 役[211]
- 明日はもっと、いい日になる（2025年7月7日 - 、フジテレビ）蒔田向日葵 役[212][213]

### 映画
- 超能力研究部の3人（2014年12月6日、BS-TBS）主演・村田育子 役（秋元真夏、橋本奈々未とのトリプル主演）[214]
- あさひなぐ（2017年9月22日、東宝映像事業部）一堂寧々 役[215]
- 映画 賭ケグルイ 絶体絶命ロシアンルーレット（2021年6月1日、ギャガ）三春滝咲良 役
- コンフィデンスマンJP 英雄編（2022年1月14日、東宝）畠山麗奈 役[216]
- Dr.コトー診療所（2022年12月16日、東宝）西野那美 役[217]
- ブラック・ショーマン（2025年9月12日公開予定、東宝）池永桃子 役[218]

### 劇場アニメ
- 映画かいけつゾロリ ラララ♪スターたんじょう（2022年12月9日、東京テアトル）ヒポポ 役[219]

### 吹き替え
- ハンガー・ゲーム（2012年9月28日、角川映画）ルー 役[28]
- ウィッシュ（2023年12月15日公開、ウォルト・ディズニー・ジャパン）主演・アーシャ 役（アリアナ・デボーズ）[220]

### テレビアニメ
- ポケットモンスター（2021年1月8日 - 2022年2月25日、テレビ東京）[注 26]
  - 第61話（2021年4月9日）マイナン 役[221]

### ネット動画
- ファンタ坂学園と大合唱計画（2019年7月16日 - 9月14日、AbemaTV）学生 役[222]
- とどけ!愛のうた（2020年7月6日 - 10日、Paravi）主演・吉澤希奈梨 役[223]
  - ミュージカルドラマ「とどけ!愛のうた」メイキング（2020年9月15日、Paravi）[224]
- 賭ケグルイ双（2021年3月26日 - 4月16日、Amazonプライム・ビデオ）三春滝咲良 役[225][226][227][228]
- PICU〜小児集中治療室〜スピンオフ（2024年4月1日、FOD）涌井桃子 役[229]

### バラエティ
- 芸能界特技王決定戦 TEPPEN（2014年1月4日、フジテレビ）ピアノ部門に出場[230]
- LIFE!presents 忍べ！右左ヱ門 THE SKY ATTACK（2019年12月26日、NHK総合）凛 役[231]
- 笑点 お正月だよ！大喜利まつり（2021年1月1日、日本テレビ）[232]

### その他のテレビ番組
- ハロー・グッバイの日々〜音楽プロデューサー佐久間正英の挑戦〜（2013年12月26日、NHK総合）[233]
- そして音楽が残った〜プロデューサー・佐久間正英 “音と言葉”〜（2014年4月11日、NHK総合）[234]
- 第82回NHK全国学校音楽コンクール全国コンクール「小学校の部」「中学校の部」（2015年10月11日 - 12日、NHK Eテレ）司会[235]
- MUSIC FAIR ミュージカル特集（2017年2月4日・9月2日、2019年4月6日、フジテレビ）[236][237][238]
- MTV Unplugged: Erika Ikuta from Nogizaka46（2017年12月25日、MTV）[51]
- トニー賞直前SP in NY（2018年6月10日、WOWOWプライム）[239]
- 第72回トニー賞授賞式（2018年6月11日、WOWOWプライム）ナビゲーター[240]
- 劇場の灯を消すな!Bunkamuraシアターコクーン編 松尾スズキプレゼンツ アクリル演劇祭（2020年7月5日、WOWOWライブ）[241]
- コンフィデンスマンJP学園 英雄編（2022年1月11日 - 15日、フジテレビ）[242]
- Venue101（2022年4月9日 - 、NHK総合）MC[注 27]
- FNS27時間テレビ 鬼笑い祭（2023年7月22日、フジテレビ）「Venue101と生コラボ」[243]
- 箱根駅伝 伝説のシーン表と裏 3時間SP（2023年12月30日、日本テレビ）MC[注 28]

### NHK紅白歌合戦出場歴
| 年度   | 放送回 | 回 | 曲目                   | 備考           |
| ------ | ------ | -- | ---------------------- | -------------- |
| 2023年 | 第74回 | 初 | ビートDEトーヒ         | [ 99 ] [ 245 ] |
| 2023年 | 第74回 | 初 | ウィッシュ〜この願い〜 | [ 99 ] [ 245 ] |

- 乃木坂46に所属時に7回出場。

### ラジオ
- 乃木坂46生田絵梨花のラジオ（仮）（2019年1月5日、TBSラジオ）パーソナリティ[246][247]
- Volkswagen DRIVING WITH YOU（2024年4月7日 - 、J-WAVE）ナビゲーター[248][249]

### イベント
- 第3回AKB48紅白対抗歌合戦（2013年12月17日、TOKYO DOME CITY HALL）[29]
- GirlsAward 2016 AUTUMN/WINTER（2016年10月8日、国立代々木競技場第一体育館）[250]
- 村井邦彦作曲活動50周年記念コンサート LA meets TOKYO（2017年12月15日、Bunkamuraオーチャードホール）[251]
- MTV Unplugged: Erika Ikuta from Nogizaka46（ソロコンサート）（2017年12月25日、会場非公表[注 29]）[注 30]
- Erika Ikuta 2022 summer fun（2022年8月3日、東京：Zepp DiverCity / 8月6日、大阪：Zepp Namba）[96]
- Erika Ikuta 2022 winter fun（2022年12月3日、大阪：Zepp Osaka Bayside / 12月11日、神奈川：KT Zepp Yokohama）[97]
- Erika Ikuta Autumn Live Tour 2023 TOUR（2023年9月10日、東京：Zepp Haneda / 9月12日 - 13日、福岡：Zepp Fukuoka / 9月16日、大阪：Zepp Osaka Bayside / 9月17日、愛知：Zepp Nagoya / 10月5日、東京：東京国際フォーラム ホールA）[98]
- CONCERT「THE BEST New HISTORY COMING」（2025年2月14日 - 17日、帝国劇場）[253][254]

### CM
- 参天製薬 点眼型洗眼薬『ウェルウォッシュアイ』「瞳に、シャワーを。」篇（2022年1月24日 - ）[255][256]
- イーデザイン損害保険 自動車保険『&e』
  - 「このゆび、とまれっ! 宣言」篇（2022年5月16日 - ）[257]
  - 「安全運転プログラム」篇（2022年5月16日 - ）[257]
- 総務省 「第26回参議院議員通常選挙」（2022年6月22日 - ）選挙啓発イメージキャラクターを共に務める市川猿之助と共演[258]
  - 「投票する。一票は、私の声だから。」投票日周知篇
  - 「投票する。一票は、私の声だから。」期日前投票周知篇
  - 「投票する。一票は、私の声だから。」感染症対策周知篇
  - 「新型コロナウイルス感染症対策について」篇
- LINE「LINEギフトでクリスマス2022」篇（2022年12月12日 - ）[259]
- ADEKA
  - 「素財姫（縁起物）」篇（2022年12月28日 - ）[260]
  - 「素財姫（ADEKAダンス）」篇（2023年10月1日 - ）[261]
- サッポロビール 「第99回箱根駅伝用オリジナルCM」年始特別バージョン（2023年1月2日 - 3日）[262][263]
- 三井不動産 東京ミッドタウン八重洲（2023年3月 - ）[264]
- 東京都総務局総合防災部 東京都防災検定・東京防災（2023年11月1日 - 2024年2月29日）[265][266]
- アサヒビール アサヒ食彩「あげるってステキ」編（2024年3月5日 - ）[267]
- JRA×地方競馬 KEIBA カラフルDAYS（2024年12月18日 - ）[268]
- アサヒ飲料 三ツ矢サイダー（2025年3月15日 - ）[269]

### 広告
- ソニー・ミュージック『ベスト・クラシック100』 イメージキャラクター（2016年12月 - ）[270]
- 西善商事 成人式振袖・卒業袴 イメージモデル（2019年6月 - ）[271][272][273]
- Apuweiser-riche イメージモデル（2022年2月 - ）[274]

## 書籍

### 写真集
- 季刊 乃木坂 vol.4 彩冬（2014年12月26日、東京ニュース通信社）[275]
- 転調（2016年1月21日、集英社）[276]
- インターミッション（2019年1月22日、講談社）[277]
- 生田絵梨花 乃木坂46卒業記念メモリアルブック カノン（2021年12月14日、講談社）[82][278]

### 関連書籍
- 別冊カドカワ 総力特集 乃木坂46 vol.01（2016年4月2日、KADOKAWA）鍵盤をまな板に換えて[279]
- 映画 超能力研究部の3人 公式ブック（2014年12月5日、講談社）[280]